# Moros i Cristians de la Vila Joiosa
Les festes de Moros i Cristians de la Vila Joiosa, celebrades en honor de Santa Marta del 24 al 31 de juliol, van ser declarades d'Interés Turístic Internacional l'any 2003. Aquestes festes, que a la Vila Joiosa tenen una antiguitat de 250 anys, rememoren un important atac realitzat pels pirates barbarescos, suposadament comandats per Zallé-Arraez el 1538, que va ser repel·lit pels habitants de la vila, i tenen la particularitat de presentar un combat naval i un desembarcament a la platja.
Els preparatius de la festa comencen dos mesos abans, en concret el primer diumenge de maig, quan té lloc l'ofrena floral en honor de les "Llàgrimes de Santa Marta", a la qual se li atribueix la victòria el 1538 sobre les naus de Zallé-Arraez, encara que en realitat va ser una riuada la que va acabar amb els navilis enemics en trobar-se aquests ancorats en la desembocadura del riu.
Les festes comencen amb les desfilades dels bàndols moro i cristià, que es produeixen els dies 25 i 26 de juliol, quan les diferents agrupacions que formen cadascuna de les comitives recorren els carrers al so de la música. Arribada la matinada del 28, es realitza el Desembarcament. Sobre les cinc del matí, la gent comença a acudir a la platja i, mentre els cristians preparen l'artilleria de defensa en la riba, més de 30 embarcacions musulmanes s'acosten a la costa. Després de prendre terra, tots dos exèrcits lluiten fins a arribar als peus del castell, que finalment és ocupat pels moros. A la vesprada, les tropes cristianes tornen per reconquistar la fortalesa: primer, intenten que els ocupants es rendisquen, però com que no tenen èxit les negociacions, comença una gran batalla que acaba amb la derrota dels moros, que són retornats simbòlicament al mar.

## El desembarcament
En l'acte de representació del Desembarcament, l'exèrcit moro s'embarca al port de la ciutat en la matinada del dia 28 de juliol. Mentrestant, l'exèrcit cristià espera al seu campament a peu de platja, amb la seua artilleria i la seua arcabusseria de defensa.
A la platja es pot gaudir d'un espectacle replet de llums, pirotècnia, so, tambors, foc, simulacres de bombardeig, foc creuat... i al mar, més de trenta embarcacions es preparen per al moment àlgid de la matinada: quan el primer raig de sol apareix per l'horitzó es produeix el desembarcament i la batalla a la riba.